# Емпайр (Джорджія)
Емпайр (англ. Empire) — переписна місцевість (CDP) в США, в округах Блеклі і Додж штату Джорджія. Населення — 319 осіб (2020).

## Географія
Емпайр розташований за координатами 32°20′13″ пн. ш. 83°16′59″ зх. д. / 32.33694° пн. ш. 83.28306° зх. д. (32.337052, -83.282965).  За даними Бюро перепису населення США в 2010 році переписна місцевість мала площу 6,00 км², з яких 5,96 км² — суходіл та 0,04 км² — водойми.

## Демографія
Згідно з переписом 2010 року, у переписній місцевості мешкали 393 особи в 177 домогосподарствах у складі 110 родин. Густота населення становила 65 осіб/км².  Було 220 помешкань (37/км²).
Расовий склад населення:
| - 83,5 % — білих - 15,5 % — чорних або афроамериканців - 0,3 % — корінних американців - 0,3 % — азіатів |

До двох чи більше рас належало 0,0 %. Частка іспаномовних становила 0,8 % від усіх жителів.
За віковим діапазоном населення розподілялося таким чином: 17,8 % — особи молодші 18 років, 63,9 % — особи у віці 18—64 років, 18,3 % — особи у віці 65 років та старші. Медіана віку мешканця становила 45,5 року. На 100 осіб жіночої статі у переписній місцевості припадало 100,5 чоловіків;  на 100 жінок у віці від 18 років та старших — 88,9 чоловіків також старших 18 років.
За межею бідності перебувало 25,4 % осіб, у тому числі 0,0 % дітей у віці до 18 років та 10,4 % осіб у віці 65 років та старших.
Цивільне працевлаштоване населення становило 189 осіб. Основні галузі зайнятості: освіта, охорона здоров'я та соціальна допомога — 34,9 %, мистецтво, розваги та відпочинок — 20,1 %, інформація — 11,6 %, будівництво — 8,5 %.